# 洛加尔省
洛加尔省（波斯語：د لوګر ولايت）位於阿富汗東部，與加茲尼省、喀布爾省、帕克蒂亞省、楠格哈爾省、瓦爾達克省等省份與巴基斯坦相鄰。